# Позив на Съюза на македонските културно-просветни и благотворителни братства (1941)
Позивът на Съюза на македонските културно-просветни и благотворителни братства в България от 9 юни 1941 година („Свети дух“) е документ, който отразява промяната на целта на емигрантската част от македонското освободително движение в годините на Втората световна война - от автономия за Македония и Одринско и Независима Македония към присъединяване на Македония към България. Декларацията е подписана от името на Македонските културно просветни братства.
Част от позивът гласи:
| „ | Драги братя българи! ... Днес е Св. Дух – „Денят на Македония“. Тоя ден до сега бе ден за траур. На тоя ден ние, македонската емиграция в Царството, манифестирахме привързаността си към Македония и готовносттта си да се борим с всички сили и средства и докрай за нейната свобода. Днес тая свобода е свършен факт и Св. Дух за напред ще бъде ден на радост. И тая радост, верваме, ще бъде вечна. С тая вера във великото бъдеще на родината ни, управителният съвет на македонските културно-просветни и благотворителни братства, от свое име и от страна, на всички братства, честити на българите от Македония свободата, а на всички българи велика и обединена България!... УПРАВИТЕЛЕН СЪВЕТ: Председател: генерал Коста Николов Секретар: Стефан Бидиков Касиер: Александър Йосифов Съветници: Стамат Стаматов Ангел Тодоров Христо Миладинов Александър Самарджиев Св. Дух - „Ден на Македония“ 9 юний 1941 год, София | “ |